# A nagy dobás (televíziós sorozat)
A nagy dobás (eredeti cím: Big Shot) 2021-től vetített amerikai vígjátéksorozat, amelyet David E. Kelley, Dean Lorey és Brad Garrett alkotott. A főbb szerepekben John Stamos, Jessalyn Gilsig, Richard Robichaux, Sophia Mitri Schloss és Nell Verlaque látható.
Amerikában a Disney+ mutatta be 2021. április 16-án. Magyarországon 2022. június 14-én lesz elérhető a Disney+-on.
2021 szeptemberében berendelték a második évadot.

## Ismertető
A temperamentumos kosárlabdaedzőt kirúgják a jelenlegi munkahelyéről. Majd egy elit lány magángimnáziumban talál munkát.

## Szereplők

### Főszereplők
| Szereplő             | Színész              | Magyar hang      | Leírás | Évadok |
| -------------------- | -------------------- | ---------------- | --- | ------ |
| Marvyn Korn          | John Stamos          | Czvetkó Sándor   | Temperamentumos kosárlabdaedző, aki a westbrooki lányiskola magángimnáziumban tanít.                        | 1–     |
| Holly Barrett        | Jessalyn Gilsig      | Orosz Anna       | Segédedző és biológia tanár.                                                                                |        |
| George Pappas        | Richard Robichaux    | Bardóczy Attila  | Iskolai tanácsadó.                                                                                          | 1.     |
| Emma Korn            | Sophia Mitri Schloss | Györke Laura     | Marvyn lánya.                                                                                               | 1–     |
| Louise Gruzinsky     | Nell Verlaque        | Laudon Andrea    | Az iskola sztárjátékosa.                                                                                    | 1–     |
| Destiny Winters      | Tiana Le             | Mayer Szonja     | Kosárlabdajátékos. Néhány éve elvesztette az apját.                                                         | 1–     |
| Olive Cooper         | Monique Green        | Lamboni Anna     | Kosárlabdajátékos. A közönségi média megszállottja.                                                         | 1.     |
| Carolyn "Egér" Smith | Tisha Eve Custodio   | Ruszkai Szonja   | Kosárlabdajátékos.                                                                                          | 1–     |
| Samantha Finkman     | Cricket Wampler      | Szűcs Anna Viola | Kosárlabdajátékos.                                                                                          | 1–     |
| Sherilyn Thomas      | Yvette Nicole Brown  | Sági Tímea       | Az iskola dékánja.                                                                                          | 1–     |
| Ava                  | Sara Echeagaray      | N/A              | Egykori sztár röplabdázó, aki Korn edzőhöz hasonlóan a Westbrookba érkezik, miután kimosódott a sportágból. | 2–     |

### Mellékszereplő
| Szereplő          | Színész               | Magyar hang        | Leírás                                                    |
| ----------------- | --------------------- | ------------------ | --------------------------------------------------------- |
| Harper Schapira   | Darcy Rose Byrnes     | Kobela Kira        | Újságíró az iskolában. Miss Goodwin lánya, Egér szerelme. |
| Lucas Gruzinsky   | Dale Whibley          | Czető Ádám         | Louise testvére, Emma szerelme.                           |
| Miss Goodwin      | Kathleen Rose Perkins | Kisfalvi Krisztina | A drámatanár és Harper anyja.                             |
| Jake Matthews     | Damian Alonso         | Penke Bence        | Olivie szerelme.                                          |
| Christina Winters | Keala Settle          | Makay Andrea       | Destiny anyja.                                            |

### Magyar változat
- Magyar szöveg: Jánosi Emese
- Hangmérnök: Böhm Gergely
- Vágó: Kránitz Bence
- Gyártásvezető: Újréti Zsuzsa
- Szinkronrendező: Csere Ágnes
- Produkciós vezető: Máhr Rita

A szinkront az SDI Media Hungary készítette.

## Évados áttekintés
| Évad | Évad | Epizódok | Eredeti sugárzás  | Eredeti sugárzás  | Magyar sugárzás   | Magyar sugárzás   |
| Évad | Évad | Epizódok | Évadpremier       | Évadfinálé        | Évadpremier       | Évadfinálé        |
| ---- | ---- | -------- | ----------------- | ----------------- | ----------------- | ----------------- |
|      | 1    | 10       | 2021. április 16. | 2021. június 18.  | 2022. június 14.  | 2022. június 14.  |
|      | 2    | 10       | 2022. október 12. | 2022. október 12. | 2022. október 12. | 2022. október 12. |

## Epizódok

### 1. évad
| Sor. | Év. | Cím                      | Rendező       | Író                                         | Premier                            |
| ---- | --- | ------------------------ | ------------- | ------------------------------------------- | ---------------------------------- |
| 1.   | 1.  | Pilot                    | Bill D'Elia   | David E. Kelley, Dean Lorey és Brad Garrett | 2021. április 16. 2022. június 14. |
| 2.   | 2.  | The Marvyn Korn Effect   | Bill D'Elia   | Alyson Fouse                                | 2021. április 23. 2022. június 14. |
| 3.   | 3.  | TCKS                     | Ron Underwood | Cary Bickley                                | 2021. április 30. 2022. június 14. |
| 4.   | 4.  | Great in the Living Room | Bola Ogun     | Chris Marrs                                 | 2021. május 7. 2022. június 14.    |
| 5.   | 5.  | This Is Our House        | Viet Nguyen   | Leslie Schapira                             | 2021. május 14. 2022. június 14.   |
| 6.   | 6.  | Carlsbad Crazies         | Ron Underwood | Jacquie Walters                             | 2021. május 21. 2022. június 14.   |
| 7.   | 7.  | Kalm Korn                | Barbara Brown | Kim Newton                                  | 2021. május 28. 2022. június 14.   |
| 8.   | 8.  | Everything to Me         | Ron Underwood | Erin Weller és Kate Heckman                 | 2021. június 4. 2022. június 14.   |
| 9.   | 9.  | Beth MacBeth             | Barbara Brown | Arielle Díaz                                | 2021. június 14. 2022. június 14.  |
| 10.  | 10. | Marvyn's Playbook        | Bill D'Elia   | Wendy Mericle és John R. Montgomery         | 2021. június 18. 2022. június 14.  |

### 2. évad
| Sor. | Év. | Cím                   | Rendező         | Író                                   | Premier           |
| ---- | --- | --------------------- | --------------- | ------------------------------------- | ----------------- |
| 11.  | 1.  | Ava Fever             | Bill D'Elia     | Melanie Kirschbaum és Alexandra Decas | 2022. október 12. |
| 12.  | 2.  | BOYS!                 | Ron Underwood   | Jenniffer Gómez                       | 2022. október 12. |
| 13.  | 3.  | Tipoff                | Viet Nguyen     | Chris Marrs                           | 2022. október 12. |
| 14.  | 4.  | 17 Candles            | Ruba Nadda      | Leslie Schapira                       | 2022. október 12. |
| 15.  | 5.  | Field Day             | Ken Whittingham | Brittney Jeng és Dom Woolridge        | 2022. október 12. |
| 16.  | 6.  | It's Going to Be Okay | Nimisha Mukerji | Dean Lorey és Leslie Schapira         | 2022. október 12. |
| 17.  | 7.  | Playing House         | Barbara Brown   | Philip Hoover és Kate Zasowski        | 2022. október 12. |
| 18.  | 8.  | Prom!                 | Daniel Willis   | Melanie Kirschbaum és Alexandra Decas | 2022. október 12. |
| 19.  | 9.  | Parent Trap           | Barbara Brown   | Jenniffer Gómez és Abigail Jensen     | 2022. október 12. |
| 20.  | 10. | Moving On             | Bill D'Elia     | Dean Lorey és Vanessa McCarthy        | 2022. október 12. |

## A sorozat készítése
2019 októberében a Disney+ egy tíz epizódból álló dramedyt rendelt be, Brad Garrett ötlete alapján. D'Elia az első epizód rendezője.

### Szereposztás
2019 októberében bejelentették, hogy John Stamos lesz a főszereplő. Október végén bejelentették a további szereplőket. 2020 január végén kiderült, hogy Shiri Applebyt lecserélték Jessalyn Gilsigre, hogy a karakter fiatalabb legyen.

### Forgatás
A forgatás 2019 novemberében kezdődött Los Angelesben. 2020 márciusában a a forgatást felfüggesztették a koronavírus-járvány miatt. A forgatás 2021. január elején folytatódott. A második évad forgatása a tervek szerint 2022-ben kezdődhet.